# 旅行自行车

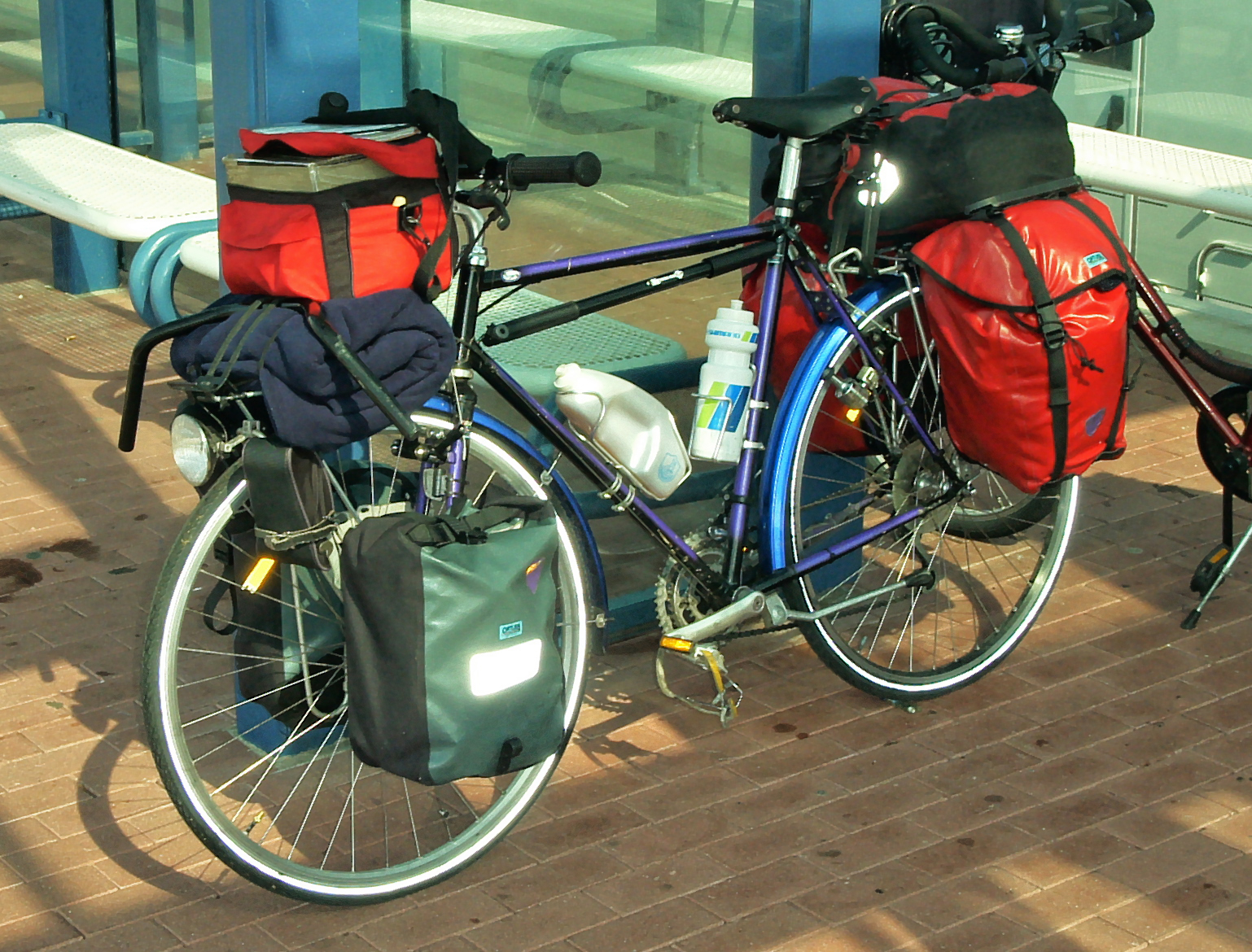
一辆装有行李的旅行自行车

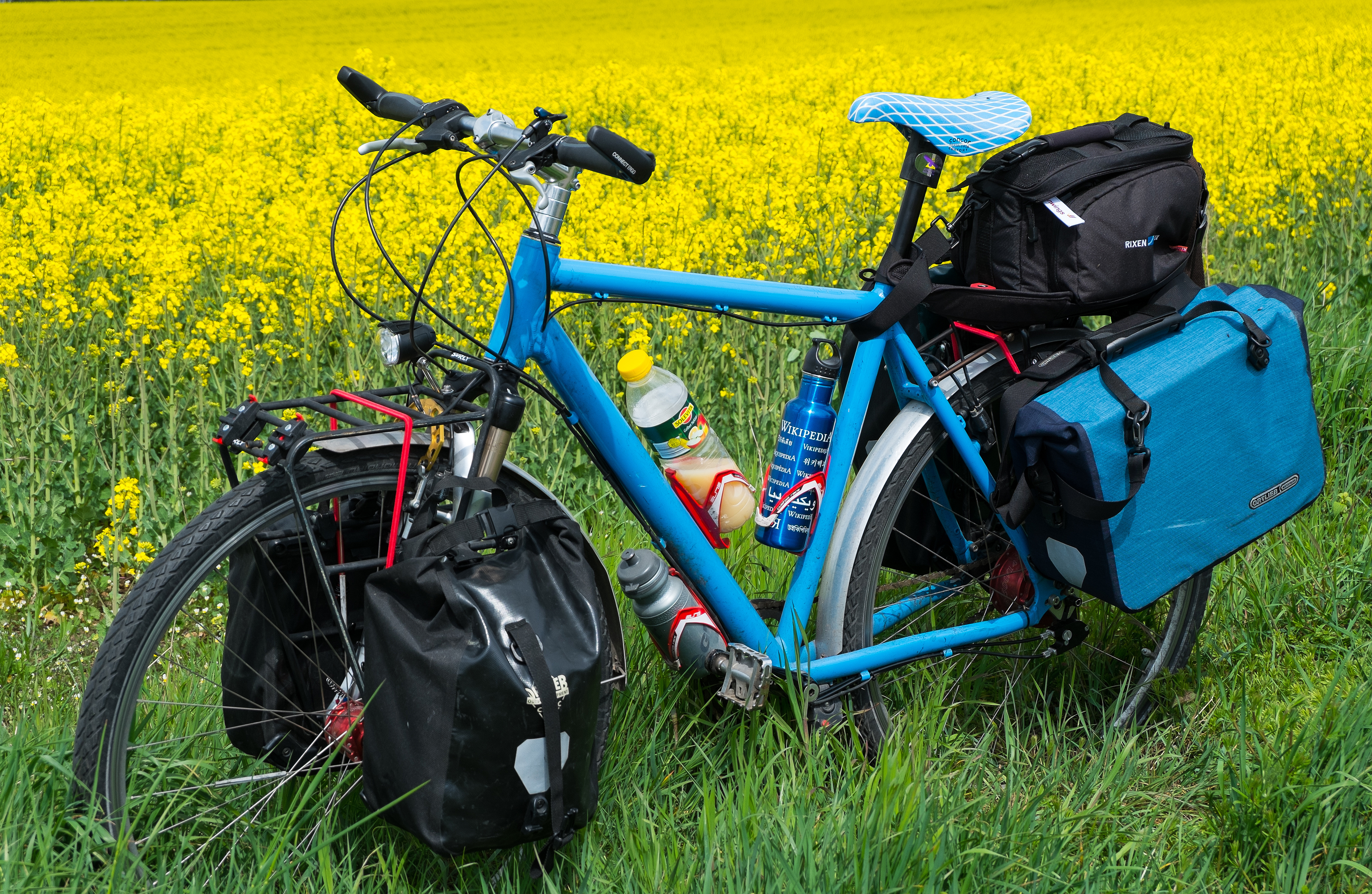

旅行自行车（英語：Touring bicycle）是一种适用于多日长途骑车旅行的自行车，装有行李货架和前后轮挡泥板。设计方面更注重骑乘的舒适与安全，而非追求速度及轻量化。

## 简介
旅行自行车为长途旅行准备，有较舒适放松的车架几何设计，负重能力比一般自行车强大，配件选择方面追求可靠耐用，而且便於自行維修。